# Astragalus hyrcanus
Astragalus hyrcanus är en ärtväxtart som beskrevs av Pall.. Astragalus hyrcanus ingår i släktet vedlar, och familjen ärtväxter. Inga underarter finns listade i Catalogue of Life.